# Сонобэ, Цутому
Цутому Сонобэ (яп. 園部 勉; род. 29 марта 1958, Ибараки) — японский футболист. Выступал за сборную Японии.

## Клубная карьера
В 1976 году Сонобэ окончил школу и стал игроком «Сёнан Бельмаре» (ранее — «Фудзита Индастрис»). В составе клуба он трижды становился чемпионом страны — в 1977, 1979 и 1981 годах. Кроме того, в 1977 и 1979 году «Сёнан Бельмаре» становился обладателем Кубка Императора. В 1989 году Сонобэ завершил карьеру. В национальном чемпионате он сыграл 173 матча и забил 2 гола. Был включен в символическую сборную лиги в 1978 и 1979 годах.

## Карьера в сборной
23 мая 1978 года Сонобэ дебютировал за сборную Японии в матче против Таиланда. Всего за национальную команду он провел 7 игр и завершил выступления в 1981 году.

## Статистика

### В сборной
| Сборная Японии по футболу | Сборная Японии по футболу | Сборная Японии по футболу |
| Год                       | Игры                      | Голы                      |
| ------------------------- | ------------------------- | ------------------------- |
| 1978                      | 4                         | 0                         |
| 1979                      | 0                         | 0                         |
| 1980                      | 0                         | 0                         |
| 1981                      | 3                         | 0                         |
| Итого                     | 7                         | 0                         |